# ドキュメントイメージング
ドキュメントイメージング (英: Document imaging)は、ビジネスで一般的に使用される文書を複製できるシステムの情報技術分類である。ドキュメントイメージングシステムは、マイクロフィルム、オンデマンドプリンター、ファクシミリ機、コピー機、多機能プリンター、文書スキャナー、コンピューター出力マイクロフィルム（COM）、アーカイブライターなど、様々な形態を取る。ドキュメントイメージングとは、紙のファイル（サイズや説明を問わない）またはマイクロフィルム/フィッシュをデジタル画像に変換することを意味する。画像はTEM（透過型電子顕微鏡）で形成できる。この場合は画像は電子ビームの散乱によって形成される。 TLM（透過型光学顕微鏡）では、生じる光の観測により画像が形成される。厚みや密度を上げることで、画像を加速電圧と対比させることができる 。

## 文書管理
ドキュメントイメージングは、エンタープライズコンテンツ管理の一部である。コンテンツ管理技術の初期には、業界がマイクログラフィックおよび複写技術から分離しようとしたため、「ドキュメントイメージング」という用語は「文書画像管理」と同じ意味で使用されていた。
1980年代後半に、電子文書管理と呼ばれる新しい文書管理技術が登場した。この技術は、組織で生成される日々増大する電子文書（スプレッドシート、ワープロ文書、 PDF 、電子メール）を管理および保護するニーズから構築された。 

## 身分証明書のスキャン
顧客の身分証明書のスキャンと保管は、年齢確認、禁止されたメンバーの特定、および刑事事件の場合の当局への個人の特定の目的で使用される。これらは通常、ナイトクラブ、カジノ、音楽会場、および米国顧客識別プログラム（CIP）に準拠する多くのエンティティで使用されます。 
使用されるシステムには、Id Scan Biometrics の ScanNet およびID Vista製品が含まれる。  Id Scan Biometricsシステムは、2005年にTamlyn Thompsonによって開発された。